# Epeolus luteipennis
Epeolus luteipennis är en biart som beskrevs av Heinrich Friese 1917. Epeolus luteipennis ingår i släktet filtbin, och familjen långtungebin. Inga underarter finns listade i Catalogue of Life.